# Spoorlijn La Possonnière - Niort
De spoorlijn La Possonnière - Niort is een gedeeltelijk opgebroken Franse spoorlijn van La Possonnière naar Niort. De totale lijn was 165,3 km lang en heeft als lijnnummer 523 000.

## Geschiedenis
De lijn werd in gedeeltes geopend door de Compagnie du chemin de fer de Paris à Orléans, van La Possonière naar Cholet op 24 september 1866 en van Cholet naar Niort op 28 december 1868. 
Personenvervoer tussen Bressuire en Benet werd opgeheven op 9 januari 1939, tussen Benet en Niort op 3 maart 1969 en tussen Cholet en Bressuire op 30 mei 1976. Goederenvervoer was er tussen Breuil-Barret en Puy-de-Serre tot 1947, tussen Puy-de-Serre en Benet tot 7 mei 1971, tussen Nueil-les-Aubiers en Breuil-Barret tot 1 april 1987, tussen Cholet en Nueil-les-Aubiers tot 1999 en tussen Benet en Niort tot 2008.

## Treindiensten
De SNCF verzorgt het personenvervoer op dit traject met TER treinen.
| Serie | Treinsoort | Route                      | Bijzonderheden |
| ----- | ---------- | -------------------------- | -------------- |
| C 20  | TER (SNCF) | Angers-Saint-Laud – Cholet |                |

## Aansluitingen
In de volgende plaatsen is of was er een aansluiting op de volgende spoorlijnen:
La Possonnière
RFN 515 000, spoorlijn tussen Tours en Saint-Nazaire
Les Fourneaux
RFN 522 000, spoorlijn tussen Perray-Jouannet en Les Fourneaux
Cholet
RFN 523 606, stamlijn Cholet
RFN 523 611, stamlijn Cholet
RFN 527 000, spoorlijn tussen Clisson en Cholet
Bressuire
RFN 524 000, spoorlijn tussen Neuville-de-Poitou en Bressuire
RFN 525 000, spoorlijn tussen Les Sables-d'Olonne en Tours
Breuil-Barret
RFN 528 000, spoorlijn tussen Breuil-Barret en Velluire
Benet
RFN 529 000, spoorlijn tussen Fontenay-le-Comte en Benet
Niort
RFN 500 000, spoorlijn tussen Chartres en Bordeaux-Saint-Jean
RFN 538 000, spoorlijn tussen Saint-Benoît en La Rochelle-Ville